# Sarandë (district)
Sarandë (Albanees: Rrethi i Sarandës) is een van de 36 districten van Albanië. Het heeft 35.235 inwoners (in 2001) en een oppervlakte van 730 km². Het district ligt in het zuiden van het land in de prefectuur Vlorë. De hoofdstad is de stad Sarandë en andere steden in het district zijn Konispol (aan de grens met Griekenland), Ksamil, Çukë, Vrinë en Butrint (een archeologische plaats).

## Gemeenten
Sarandë telt negen gemeenten, waarvan twee steden.
- Aliko
- Dhivër
- Konispol (stad)
- Ksamil
- Livadhjë
- Lukovë
- Markat
- Sarandë (stad)
- Xarrë

## Bevolking
Het district heeft een grote Griekse minderheid en er woont een kleine groep Vlachen.
In de periode 1995-2001 had het district een vruchtbaarheidscijfer van 2,29 kinderen per vrouw, hetgeen lager was dan het nationale gemiddelde van 2,47 kinderen per vrouw.
Berat · Bulqizë · Delvinë · Devoll · Dibër · Durrës · Ëlbasan · Fier · Gjirokastër · Gramsh · Has · Kavajë · Kolonjë · Korçë · Krujë · Kuçovë · Kukës · Kurbin · Lezhë · Librazhd · Lushnjë · Malësi e Madhe · Mallakastër · Mat · Mirditë · Peqin · Përmet · Pogradec · Pukë · Sarandë · Skrapar · Shkodër · Tepelenë · Tirana · Tropojë · Vlorë